# Kreis Güstrow

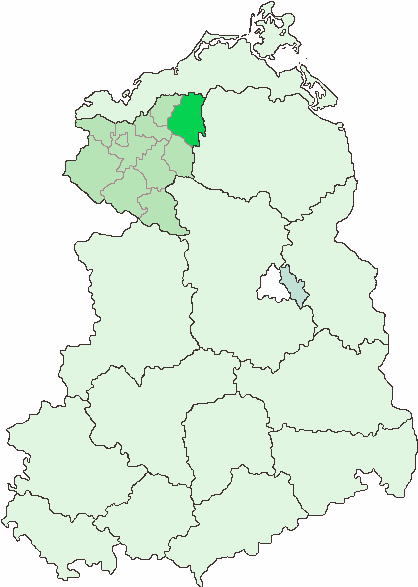
Lage des Kreises Güstrow
im Bezirk Schwerin

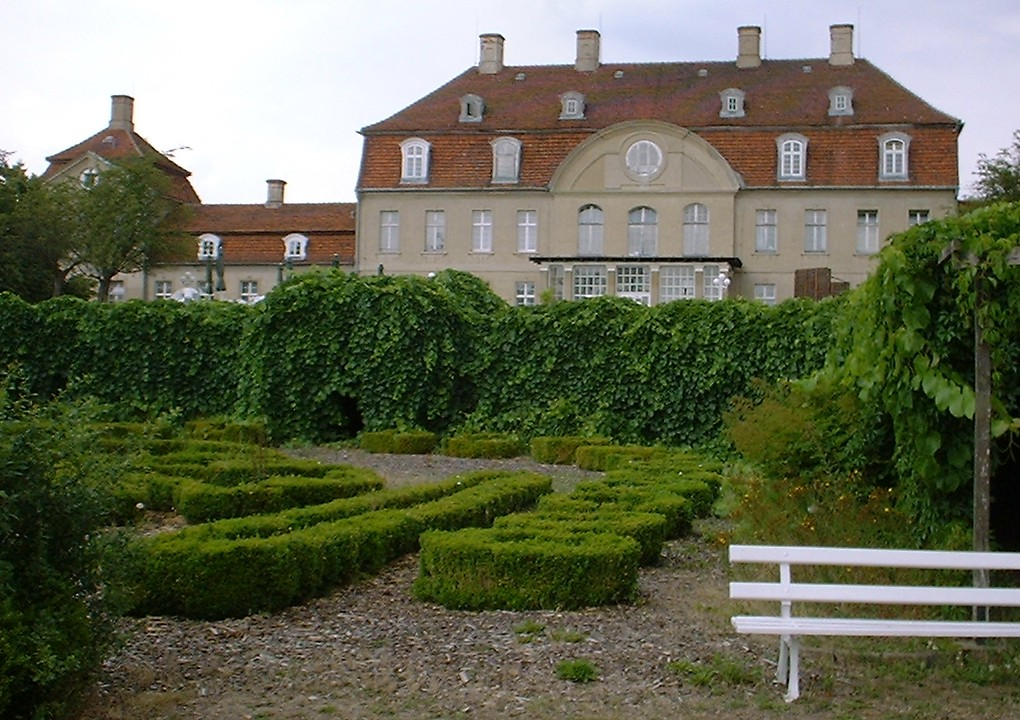
Schloss in Vietgest (Parkseite)

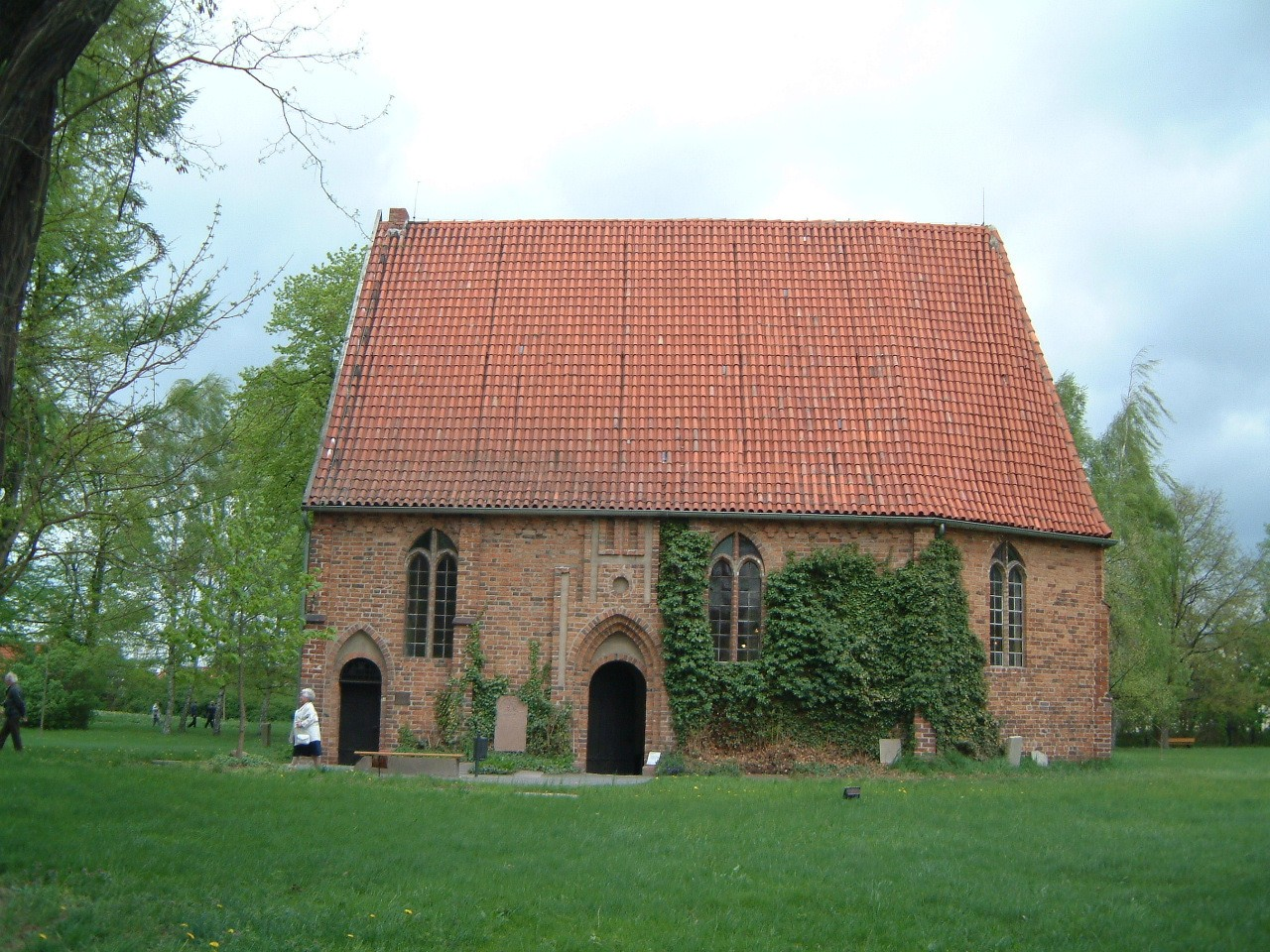
Gertrudenkapelle in Güstrow

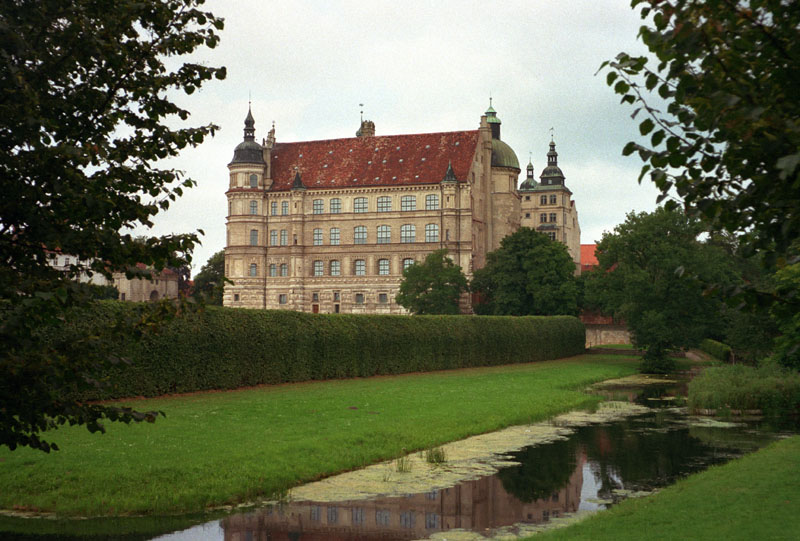
Schloss Güstrow

Der Kreis Güstrow war ein Kreis im Nordosten des Bezirkes Schwerin in der DDR. Ab dem 17. Mai 1990 bestand er als Landkreis Güstrow fort. Sein Gebiet gehört heute zum Landkreis Rostock in Mecklenburg-Vorpommern. Der Sitz der Kreisverwaltung befand sich in Güstrow.

## Geografie

### Lage
Das Kreisgebiet reichte vom Urstromtal der Recknitz in den nördlichen Bereich der Mecklenburgischen Seenplatte hinein und hatte im Osten Anteile an den Ausläufern der Mecklenburgischen Schweiz – hier lag mit dem Schmooksberg (127,5 m ü. NN) auch die höchste Erhebung. Der Krakower See im Süden des Kreises (der siebtgrößte See der DDR) entwässert über die Nebel in Richtung Warnow zur Ostsee.

### Fläche und Einwohnerzahl
Die Fläche des Kreises Güstrow betrug 1002 km². Das entsprach 11,6 % der Fläche des Bezirks Schwerin.
Die Einwohnerzahl des Kreises lag im Jahr 1985 bei 71.300. Das waren 12 % der Einwohner des Bezirks. Die Bevölkerungsdichte belief sich auf 71 Einwohner je km².

### Nachbarkreise
Der Kreis Güstrow grenzte im Nordwesten an den Kreis Bützow, im Westen an den Kreis Sternberg, im Südwesten und Süden an den Kreis Lübz, im Südosten an den Kreis Waren, im Osten an den Kreis Teterow und im Norden an den Kreis Rostock-Land.

## Geschichte
Der mecklenburgische Kreis Güstrow war das Überbleibsel des bei der Auflösung der Länder am 25. Juli 1952 in drei Teile zerlegten Landkreises Güstrow. Der Kreis gehörte dem neu gebildeten Bezirk Schwerin an. Am 1. Januar 1960 wechselte die Gemeinde Linstow aus dem Kreis Waren, Bezirk Neubrandenburg in den Kreis Güstrow.
Der Kreis kam am 3. Oktober 1990 in das neu gegründete Bundesland Mecklenburg-Vorpommern innerhalb des Beitrittsgebietes zur Bundesrepublik Deutschland. Am 12. Juni 1994 wurde der Kreis (seit dem 17. Mai 1990 als Landkreis bezeichnet) aufgelöst und zusammen mit dem Landkreis Teterow und dem Landkreis Bützow (außer dem Amt Schwaan, das an den Landkreis Bad Doberan fiel) wieder im Landkreis Güstrow vereinigt.

## Wirtschaft und Infrastruktur
Die Landwirtschaft spielte in vielen Dörfern des Kreises eine große Rolle, rund um den Krakower See der Tourismus. Der größte Industriebetrieb des Kreises war der VEB Landmaschinenbau Güstrow.
1984 wurde der Militärflugplatz Laage von den Luftstreitkräften/Luftverteidigung der NVA in Betrieb genommen. Auf diesem Platz waren das Jagdbombenfliegergeschwader 77 und das Marinefliegergeschwader 28 stationiert.
Mit der Autobahn Berlin-Rostock, die den Kreis Güstrow in Nord-Süd-Richtung durchquerte und den Fernverkehrsstraßen 103, 104 und 108 war das Gebiet des Kreises gut an die Zentren im Norden der DDR angebunden. Die Hauptbahnlinie Berlin-Rostock sowie fünf Bahnlinien von und nach Güstrow komplettierten die verkehrsgünstige Lage. Alle Gemeinden des Kreises wurden von Überlandbussen des VEB Kraftverkehr Güstrow angefahren.

## Städte und Gemeinden
Der Landkreis Güstrow hatte am 3. Oktober 1990 41 Gemeinden, davon drei Städte:
| - Alt Kätwin - Bellin - Bölkow - Bülow - Charlottenthal - Diekhof - Dobbin - Gerdshagen - Glasewitz - Groß Ridsenow - Groß Schwiesow - Gülzow - Güstrow, Stadt - Gutow | - Hohen Sprenz - Hoppenrade - Krakow am See, Stadt - Kuchelmiß - Kuhs - Laage, Stadt - Lalendorf - Langhagen - Liessow - Linstow - Lohmen - Lüssow - Mamerow - Mistorf | - Plaaz - Pölitz - Prüzen - Recknitz - Reimershagen - Sabel - Sarmstorf - Striesdorf - Vietgest - Wardow - Wattmannshagen - Weitendorf - Zehna |

Ehemalige Gemeinden
- Boldebuck, am 1. Januar 1958 zu Gülzow
- Ganschow, am 1. August 1965 zu Bölkow
- Karcheez, am 1. Juli 1972 zu Prüzen
- Karow, am 1. Oktober 1972 zu Lüssow
- Kirch Kogel, am 1. Januar 1963 zu Reimershagen
- Kobrow, am 1. Juli 1972 zu Wardow
- Lübsee, am 1. Januar 1976 zu Lalendorf
- Mierendorf, am 2. Juli 1965 zu Plaaz
- Mühl Rosin, am 1. August 1965 zu Bölkow
- Raden, am 1. Januar 1973 zu Lalendorf
- Roggow, am 1. Januar 1973 zu Wattmannshagen
- Schlieffenberg, am 1. Januar 1973 zu Wattmannshagen
- Schweez, am 26. Januar 1970 zu Laage
- Siemitz, am 1. Juli 1973 zu Mistorf
- Strenz, am 1. Oktober 1972 zu Lüssow
- Wendorf, am 1. Januar 1964 zu Plaaz
- Zapkendorf, am 1. Januar 1964 zu Plaaz
- Zehlendorf, am 1. Januar 1964 zu Kuhs

## Kfz-Kennzeichen
Den Kraftfahrzeugen (mit Ausnahme der Motorräder) und Anhängern wurden von etwa 1974 bis Ende 1990 dreibuchstabige Unterscheidungszeichen, die mit den Buchstabenpaaren BC und BD begannen, zugewiesen. Die letzte für Motorräder genutzte Kennzeichenserie war BS 14–66 bis BS 23–95.
Anfang 1991 erhielt der Landkreis das Unterscheidungszeichen GÜ.